# Révolte de Kett
La révolte de Kett est une rébellion qui survint dans les comtés de Norfolk pendant le règne d'Edward VI, principalement en réponse au mouvement d'enclosure des terres. Elle commença à Wymondham le 8 juillet 1549, lorsqu'un groupe de paysans détruisit les barrières installées par de riches propriétaires. 
Cette révolte conduisit à la mort d'environ 3 250 rebelles et paysans, ainsi que de 250 soldats anglais.
Pendant 3 siècles, Robert Kett a été vu comme un traître. Il est maintenant un héros populaire, pouvant être fêté par la gauche et les écologistes. Le titre du film "The Old Oak" de Ken Loach est probablement une référence à l'arbre de Kett (un lieu de rassemblement où plusieurs rebelles ont finalement été pendus).[réf. nécessaire]